# Phare de Punta Spadillo
Le phare de Punta Spadillo (en italien : Faro di Punta Spadillo Croce) est un phare situé sur l'île Pantelleria de la commune de Pantelleria dans le canal de Sicile, dans la province de Trapani (Sicile), en Italie.

## Histoire
Le phare a été mis en service en 1884 sur le côté nord-est de l'île Panelleria, à environ 7 km à l'est de la ville. Le phare est entièrement automatisé et alimenté par le réseau électrique. Il est géré par la Marina Militare.

## Description
Le phare  se compose d'une tour cylindrique de 21 m de haut, avec galerie et lanterne, surmontant une maison de gardien de deux étages. La tour est blanche et le dôme de la lanterne est gris métallisé. Il émet, à une hauteur focale de 50 m, deux brefs éclats blancs toutes les 10 secondes. Sa portée est de 24 milles nautiques (environ 44 km) pour le feu blanc et 18 milles nautiques pour le feu de réserve.
Identifiant : ARLHS : ITA-146 ; EF-3014 - Amirauté : E2094 - NGA : 10480 .

## Caractéristiques dufeu maritime
Fréquence : 10 secondes (W-W)
- Lumière : 0.2 seconde
- Obscurité : 2.3 secondes
- Lumière : 0.2 seconde
- Obscurité : 7.3 secondes

|                            |
| Pantelleria (localisation) |

### Lien connexe
- Liste des phares de la Sicile